# 福島県道307号福島飯野線
福島県道307号福島飯野線（ふくしまけんどう307ごう ふくしまいいのせん）は、福島県福島市内を通る一般県道。

## 概要

### 路線データ
- 起点 : 福島市松川町浅川（福島県道114号福島安達線交点）
- 終点 : 福島市飯野町（福島県道39号川俣安達線交点）
- 全長 : 8.6km

## 沿革
- 1983年（昭和58年）1月11日 - 福島県によって県道路線に認定される[1]。

## 道路施設
- 逢隈橋 - 阿武隈川

## 地理

### 通過する自治体
- 福島市

### 接続路線
- 福島県道114号福島安達線・福島県道193号金谷川停車場線（福島市松川町浅川）
- 国道4号福島南バイパス（福島市松川町金沢）
- 福島県道51号霊山松川線（福島市松川町沼袋 - 福島市飯野町明治間重複）
- 福島県道39号川俣安達線・福島県道40号飯野三春石川線（福島市飯野町）